# Murder of the Universe
Murder of the universe es el décimo álbum de estudio de la banda australiana de rock psicodélico King Gizzard & the Lizard Wizard. Fue lanzado el 23 de junio de 2017 por Flightless en Australia, ATO Records en los Estados Unidos y Heavenly Recordings en el Reino Unido. Es el segundo de cinco álbumes lanzados por la banda en 2017. También es el álbum más largo que la banda ha lanzado hasta la fecha con 21 pistas y 46 minutos de duración.
Fue nominado a Mejor Álbum de Hard Rock o Heavy Metal en los ARIA Music Awards de 2017, a pesar de la controversia sobre la victoria de la banda el año anterior con Nonagon Infinity. La banda perdió el premio ante Mesmer de Northlane.

## Concepto e historia
Murder of the universe es un álbum conceptual dividido en tres historias separadas, cada una de las cuales contiene elementos de narración para contar un relato. Los dos primeros capítulos presentan la narración de Leah Senior, mientras que la aplicación de texto a voz "UK, Charles" de NaturalReader narra el capítulo final.

El primer capítulo, The Tale of the Altered Beast, explora temas de tentación y habla de un humano que se topa con una criatura mística híbrida de humano/bestia apodada Altered Beast (Bestia alterada en español). La historia comienza con la búsqueda del ser humano, que poco a poco se interesa por la idea de ser alterado, algo considerado tabú en la sociedad humana. La perspectiva luego cambia a la propia Bestia Alterada, que está llena de intenciones asesinas. Enfrentado a la Bestia, el humano experimenta un ansia de poder y lentamente sucumbe a la tentación de transformarse. Aceptando su destino mutuo, la bestia y el humano se fusionan, creando una bestia recién alterada, que ahora anhela aún más carne. Sin embargo, la Bestia Alterada sufre mucho al absorber otra conciencia: pierde la pista de su identidad y finalmente muere de locura, decayendo en la tierra.
Creo que es lo más narrativo que hemos hecho: son tres historias distintas, pero algo conectadas.—Stu Mackenzie
El segundo capítulo, The Lord of Lightning vs. Balrog, se centra en una batalla épica entre dos entidades llamadas  The Lord of Lightning y Balrog, que representan las fuerzas de la luz y la oscuridad, respectivamente. El capítulo comienza con un prólogo desde la perspectiva de un narrador que recuerda la batalla. La acción comienza con la canción "El Señor del Rayo", que trata sobre la destrucción general causada en un pueblo por un rayo disparado por el dedo de la entidad. La gente del pueblo lo percibe como malvado y malévolo. Sin embargo, cuando dispara un rayo a un cadáver, de alguna manera se reanima como una criatura conocida como Balrog. Esta criatura elige ignorar al The Lord of Lightning y, en cambio, causa más estragos en la gente del pueblo. El Lord elige luchar contra el Balrog y lo derrota, dejándolo finalmente como un cadáver en llamas en "The Acrid Corpse". The Lord of Lightning se marcha, eligiendo no dañar más a la gente del pueblo.
El tercer y último capítulo, Han-Tyumi & The Murder of the Universe, trata sobre un cyborg en un mundo digital que gana conciencia y, confundido, decide luchar solo por lo que un cyborg no puede hacer: vomitar y morir. Decide crear una criatura llamada "Soy-Protein Munt Machine" cuyo único propósito es vomitar. Cuando la criatura rechaza su amor, Han-Tyumi decide fusionarse con la máquina, lo que hace que pierda el control. Esta máquina explota y expulsa infinitamente el vómito, que finalmente envuelve a todo el universo en una especie de escenario de plaga gris: y así el universo es asesinado.

## Música
El álbum fue descrito como rock psicodélico, garage rock, rock progresivo y metal progresivo.

## Recepción
Murder of the universe recibió críticas positivas por parte de los críticos musicales. En Metacritic, el álbum tiene un puntaje de crítica promedio de 73/100, basado en 15 críticas, lo que indica "críticas generalmente favorables".
Tim Sendra de AllMusic escribió en su reseña del álbum que, "El segundo álbum de 2017 de King Gizzard & the Lizard Wizard es una explosión desenfrenada y febril de progreso de ciencia ficción puntuada por sintetizadores zumbantes y voces robóticas".
Cosette Schulz de Exclaim! Comentó que "El álbum de 21 pistas es sin duda el lanzamiento más extraño y agotador que ha hecho King Gizzard hasta la fecha; no tan ambicioso como el Nonagon Infinity en bucle sin interrupciones, o el lanzamiento anterior de este año Flying Microtonal Banana, pero no obstante, una hazaña".

## Lista de canciones
Toda la música compuesta por King Gizzard & the Lizard Wizard; todas las letras escritas por Stu Mackenzie; historias escritas por Mackenzie, excepto Murder of the universe escrito por Joey Walker y Mackenzie.
El lado A del vinilo incluye las pistas 1-12 y la cara B las pistas 12-21; "The Lord of Lightning" se divide entre los dos lados.
Capitulo 1: The Tale of the Altered Beast
| N.º | Título              | Duración |  |
| 1.  | «A New World»       | 0:57     |  |
| 2.  | «Altered Beast I»   | 2:23     |  |
| 3.  | «Alter Me I»        | 0:45     |  |
| 4.  | «Altered Beast II»  | 4:28     |  |
| 5.  | «Alter Me II»       | 1:25     |  |
| 6.  | «Altered Beast III» | 2:14     |  |
| 7.  | «Alter Me III»      | 1:26     |  |
| 8.  | «Altered Beast IV»  | 5:10     |  |
| 9.  | «Life/Death»        | 1:00     |  |

Capitulo 2: The Lord of Lightning vs. Balrog
| N.º | Título                   | Duración |  |
| 10. | «Some Context»           | 0:16     |  |
| 11. | «The Reticent Raconteur» | 1:05     |  |
| 12. | «The Lord of Lightning»  | 5:06     |  |
| 13. | «The Balrog»             | 4:29     |  |
| 14. | «The Floating Fire»      | 1:54     |  |
| 15. | «The Acrid Corpse»       | 1:00     |  |

Capitulo 3: Han-Tyumi and the Murder of the Universe
| N.º | Título                           | Duración |  |
| 16. | «Welcome to an Altered Future»   | 0:55     |  |
| 17. | «Digital Black»                  | 2:46     |  |
| 18. | «Han-Tyumi, the Confused Cyborg» | 2:21     |  |
| 19. | «Soy-Protein Munt Machine»       | 0:30     |  |
| 20. | «Vomit Coffin»                   | 2:19     |  |
| 21. | «Murder of the Universe»         | 4:09     |  |

## Personal
Créditos para Murder of the universe adaptados de las notas del álbum.
King Gizzard & the Lizard Wizard
- Stu Mackenzie - voz, guitarra Hagström F12, sintetizador Roland Juno-60, sintetizador Yamaha DX-7, flauta Mellotron, coro Mellotron, órgano Yamaha Reface YC, bajo Fender Mustang, Natural Reader UK Charles
- Michael Cavanagh - batería Maxwin '62, kit Yamaha Tiger Red Swirl '61
- Joey Walker - Guitarra Yamaha SG-3, órgano Yamaha Reface YC, sintetizador Roland JX-3P, sintetizador Roland Juno-60
- Ambrose Kenny-Smith - Armónica Hohner Special 20, órgano Yamaha Reface YC
- Cook Craig - guitarra Rickenbacker 620
- Lucas Skinner - Bajo Fender Mustang
- Eric Moore - dirección

Músicos adicionales
- Leah Senior - Narración (pistas 1-9, 11-15)

Producción
- Casey Hartnett - grabación
- Stu Mackenzie - grabación, producción
- Michael Badger - grabación, mezcla
- Joey Walker - grabación
- Joe Carra - masterización
- Jason Galea - arte